# Iridana
Iridana là một chi bướm ngày thuộc họ Lycaenidae.

The only known specimen of I. agneshorvathae was collected at light in Bia National Park in Western Ghana from a dry semi-deciduous forest và is most probably a canopy species. It might or might not be đặc hữu của the Ghana subregion of West Africa.